# Roudolphe Douala
Roudolphe Douala M'Bele (Duala, 25 de septiembre de 1978) es un exfutbolista camerunés que se desempeñaba como extremo, aunque también como mediapunta.
Jugó profesionalmente en cinco países, pero principalmente en Portugal. En la Primeira Liga amasó un total de 213 partidos y 34 goles en el transcurso de nueve temporadas, destacando en la competición Sporting Lisboa (tres años), Boavista y União de Leiria (dos años en cada club).

## Selección nacional
Ha sido internacional con la Selección de fútbol de Camerún, ha jugado 17 partidos internacionales y ha anotado 1 gol.

### Participaciones Internacionales
| Torneo                            | Sede   | Resultado   |
| --------------------------------- | ------ | ----------- |
| Copa Africana de Naciones de 2006 | Egipto | 4° de final |

## Clubes
| Club                      | País       | Año       |
| ------------------------- | ---------- | --------- |
| AS Saint-Étienne          | Francia    | 1997-1998 |
| Boavista FC               | Portugal   | 1998-2004 |
| Clube Desportivo das Aves | Portugal   | 2000-2001 |
| Gil Vicente               | Portugal   | 2001-2002 |
| União Leiria              | Portugal   | 2002-2004 |
| Sporting CP               | Portugal   | 2004-2007 |
| AS Saint-Étienne          | Francia    | 2007-2008 |
| Plymouth Argyle           | Inglaterra | 2009      |
| Lierse SK                 | Bélgica    | 2010-2011 |